# Galactomannane

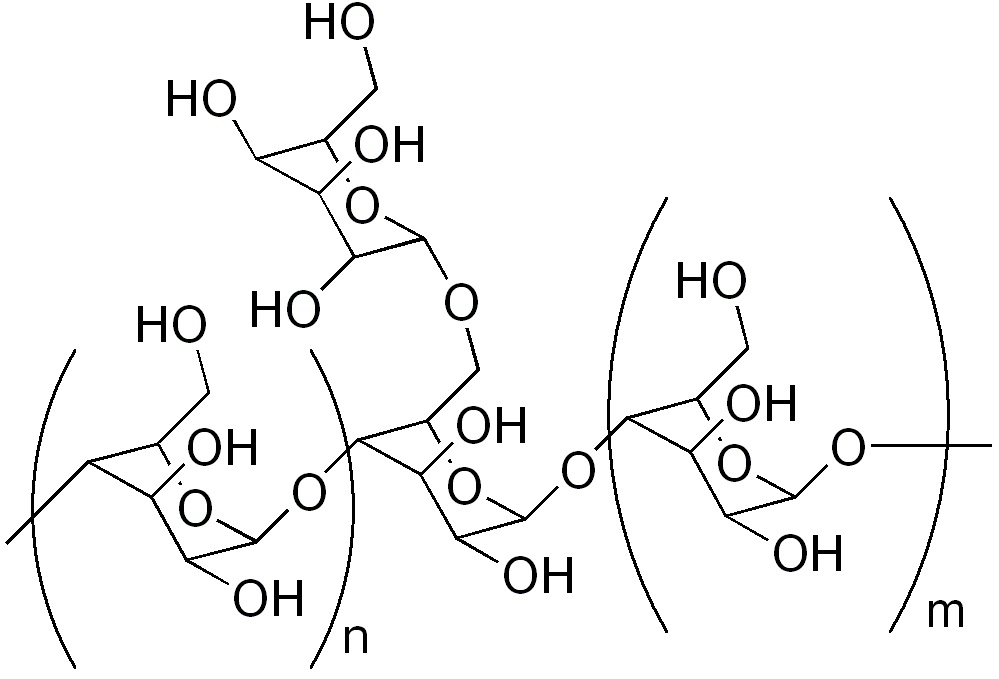
La chaine principale est composée de mannose sur laquelle sont branchées des unités de galactose.

Le galactomannane est un polyoside (polymère d'ose) présent dans de nombreuses graines.

## Structure
Le galactomannane est une fibre végétale soluble et acalorique présente dans les graines et sert de réserve de sucre lors de la germination. Elle est abondante dans l’albumen de graines de légumineuses, telle que Cyamopsis tetragonoloba, Tara spinosa et Ceratonia siliqua.
Le galactomannane est un polymère linéaire composé d'une chaîne de monomères de mannose ((1,4)-beta-D-mannopyranose) auxquelles sont ramifiés par un pont 1-6 une unité de galactose.
Suivant l'origine végétale, le ratio entre le galactose et le mannose varie :
- gomme de fenugrec, mannose:galactose ~1:1 ;
- gomme de guar, mannose:galactose ~2:1[1] ;
- gomme tara, mannose:galactose ~3:1[2] ;
- gomme de caroube, mannose:galactose ~4:1[4] ;
- gomme de casse, mannose:galactose ~5:1[5]

## Étymologie
La racine manna correspond à la manne récoltée par les Hébreux, narrée dans l'Exode, qui est en fait la sécrétion sucrée de certains arbres et arbustes que l'on rencontre dans les déserts au Proche et au Moyen-Orient, précédée du suffixe Galacto, (du grec ancien γάλακτος [Lait] ), donnant la Galactose, hydrolysat du sucre de lait.

## Utilisation
Les galactomannanes sont utilisés dans l'agro-alimentaire pour modifier la viscosité et la texture des aliments (boissons, crème glacée, etc.). Ils sont utilisés sous forme de gomme naturelle : gomme de guar (E412), gomme tara (E417) et gomme de caroube (E410).
Ils sont produits également par certains champignons de type Aspergillus et le dosage sanguin (ou dans le liquide céphalo-rachidien) peut être utile dans le diagnostic des infections à ce type de germe. Attention quand même aux faux positifs et faux négatifs, l'antigénémie doit être interprétée en fonction du contexte clinique du patient.